# NGC 917
NGC 917 je spirální galaxie v souhvězdí Trojúhelníku. Její zdánlivá jasnost je 13.7m a úhlová velikost 2,5′ × 1,3′. Je vzdálená 246 milionů světelných let, průměr má 180 000 světelných let. Galaxii objevil 22. listopadu 1827 John Herschel.